# Denton Hills
Die Denton Hills sind eine Gruppe schroffer Gebirgsausläufer, die sich über 38,5 km Länge und 14,5 km Breite östlich der Royal Society Range an der Scott-Küste des ostantarktischen Viktorialands erstrecken. Die Formation umfasst eine Reihe nach Osten ausgerichteter Gebirgskämme und Täler, die vom Howchin-Gletscher, dem Armitage-Sattel, dem Blue Glacier der Walcott Bay und der Küste begrenzt werden. Die höchsten Erhebungen, der 1690 m hohe Mount Kowalczyk und der 1634 m hohe Goat Mountain, ragen aus dem Gebirgskamm Hobbs Ridge im nördlichen Teil der Hills auf. Nach Süden fallen sie über den zentral gelegenen Gebirgskamm Kahiwi Maihao Ridge (1075 m) und die Xanadu Hills (820 m) am südlichen Ende allmählich ab. Das Gletschersystem der Hills, bestehend aus Hobbs-Gletscher, Blackwelder-Gletscher, Salmon-Gletscher, Garwood-Gletscher, Joyce-Gletscher, Rivard-Gletscher, Miers-Gletscher, Adams-Gletscher und Ward-Gletscher, ist auf dem Rückzug und hinterlässt zahlreiche Trockentäler.
Entdeckt und grob kartiert wurden die Hills von Teilnehmern der Discovery-Expedition (1901–1904) unter der Leitung des britischen Polarforschers Robert Falcon Scott. Das United States Antarctic Program und das New Zealand Antarctic Research Program sorgten im Internationalen Geophysikalischen Jahr (1957–1958) für eine detaillierte kartografische Erfassung. Das Advisory Committee on Antarctic Names benannte die Hills 1999 nach dem US-amerikanischen Geologen George Henry Denton (* 1939) von der University of Maine, der zwischen 1958 und 1999 im Rahmen von mehr als 25 Reisen in die Antarktis Feldforschungen im Transantarktischen Gebirge und im Viktorialand durchführte.